# KV32
KV32 (англ. Kings' Valley № 32) — древнеегипетская гробница в Долине царей, обнаруженная в 1898 году Виктором Лоре. На момент открытия имя владельца было неизвестным; сегодня им считается Тиаа — супруга Аменхотепа II и мать Тутмоса IV.

## Обнаружение
Артур Вейгалл считал усыпальницу принадлежащей одному из членов семьи Тутмоса III, либо какому-то визирю, например Рехмиру, чья гробница (TT100) не содержала останков.
После открытия гробницы Виктор Лоре не опубликовал о ней информацию. Только в 1902 году Бедекер сделал небольшое описание для Георга Штейндорфа. По его словам, досконально неисследованная гробница KV32 была царской усыпальницей XVIII династии. Как и в случае с KV33 о гробнице не составлялось документального описания, по этой причине, учёным неизвестно о возможных находках.
KV32 в 2000—2001 годах исследовалась в проекте Базельского университета «MISR-Projektes: Mission Siptah-Ramses X». В процессе исследования гробницы KV32 археологами обнаружен ящик для каноп царицы Тиаа. Данная находка, может указывать на владельца усыпальницы.

## Архитектура
В треугольной погребальной камере в центре стоит единственная опорная колонна, а к помещению примыкает небольшое дополнительное помещение.
Гробница не окончена и не декорирована. Своей структурой напоминает KV21. При строительстве усыпальницы для фараона Саптаха (KV47) рабочие случайно наткнулись на KV32.